# Облога Сагунта
39°40′33″ пн. ш. 0°16′39″ зх. д. / 39.675833333333° пн. ш. 0.2775° зх. д.
Облога Сагунта — битва, що відбулася у 219 році до нашої ери між карфагенянами та жителями Сагунта, що поблизу нинішнього містечка Сагунто в провінції Іспанії Валенсії. Битву добре пам'ятають, бо вона призвела до однієї з найважливіших війн античності — Другої Пунічної війни.

## Плани Ганнібала
Після того, як Ганнібал став верховним головнокомандувачем Іберії (221 р. до н. е.) у віці 26 років, він ще два роки вдосконалював свої плани і завершував готування до закріплення влади у Середземномор'ї. Римляни не вжили жодних заходів, хоча вони мали достатньо застережень щодо Ганнібалової підготовки. Римляни звернули всю увагу на іллірійців, які готували постання. Саме тому вони навіть не відреагували на новину, що Ганнібал збирався взяти в облогу Сагунт. Саме здобуття цього міста було дуже важливою частиною планів Ганнібала. Воно було одним з найбільш захищених і укріплених у тому краї, тож неправильно було б залишити таку міцну споруду ворожим рукам. Ганнібал також шукав грабунку, щоб заплатити своїм найманцям, які були здебільшого з Африки та Піренейського півострова. Врешті-решт, гроші можна було б витратити на боротьбу з політичними опонентами в Карфагені.
Вчені ставлять під сумнів те, чи атака Сатунга була запланована, або ж Ганнібала спровокували його жителі, яких підтримував Рим. Через те, що більшість давніх джерел, що стосуються цього періоду, є проримськими, ніхто не може уникнути ймовірності того, що Рим заохотив Сагунта до протистояння Ганнібалу. Це, можливо, пов'язано з тим, що римські легіони були зайняті деінде чи планували хід несподіваного початку війни з Карфагеном. Ненависть, так би мовити, Ганнібала до Риму та всіх римлян могла бути римською пропагандою для того, щоби виправдати Другу та, зрештою, Третю Пунічні війни.

## Облога
Під час штурму Сагунта Ганнібал зазнав певних втрат через міцність цього укріплення та завзятість його жителів, але його війська приступили і зруйнували захисні засоби міста. Ганнібал навіть був важко пораненим списом, саме тому битва призупинилась на кілька тижнів, поки він одужував.
Сагунтяни звернулися до Риму по допомогу, але не дістали її. У 218 р. до н. е., після 9 місяців облоги, їхні оборонні сили вичерпалися. Ганнібал запропонував помилувати мирне населення за умови, що воно покине Сагунт обеззброєним, кожен з лише двома предметами одягу. Коли сагунтяни відмовились і почали загарбувати міське багатство та володіння, найманці Ганнібала вбили усіх дорослих людей.
Це стало початком Другої Пунічної війни. Бо Ганнібал тепер мав базові джерела забезпечення його військ їжею та людськими ресурсами.

## Наслідки
Після облоги Ганнібал намагався добитись підтримки карфагенського сенату. Сенат (що був під контролем відносно проримської фракції на чолі з Ганноном Великим) часто не погоджувався з Ганнібаловими агресивними засобами ведення війни і ніколи не надавав йому цілковитої та безумовної підтримки, навіть коли він був на межі справжньої перемоги за кілька миль від Риму. Хоча у цій ситуації Ганнібал спромігся отримати обмежену підтримку, яка дала йому змогу рухатися до Нового Карфагену, де він зібрав людей і повідомив їм про свої амбітні наміри. Він короткий час займався релігійним паломництвом перед початком воєнного походу на Піренеї, Альпи та сам Рим. Наступна фаза війни відзначилась надзвичайними перемогами карфагенян у битвах біля Требії, при Тразименському озері, при Каннах.

## Спадщина
У кінці 1-го століття н. е. облогу Сагунта описав латинською автор Сілій Італік у своїй епічній поемі «Пуніка». У його строфах виділяються кілька сагунтських лідерів (Сікоріс, Мурус, Терон), а також лівійська принцеса-воїн Азбіте, що билася за Карфаген, та мало істориків сприймають твір, як історичне джерело.
У 1727 році англійський драматург Філіп Фрауд написав трагедію з назвою «Падіння Сатунга», засновану на поемі Сілія.
Гурт Ex Deo має пісню Hispania (The Siege of Satung) про облогу Сатунга у їхньому альбомі «The Immortal Wars».